# Édifice de l'Assemblée du Nunatsiavut
L'édifice de l'Assemblée du Nunatsiavut abrite l'assemblée législative du gouvernement du Nunatsiavut à Hopedale, Terre-Neuve-et-Labrador. Le bâtiment a ouvert ses portes en 2012 et est le premier foyer permanent de l'Assemblée depuis sa première réunion en 2008. 

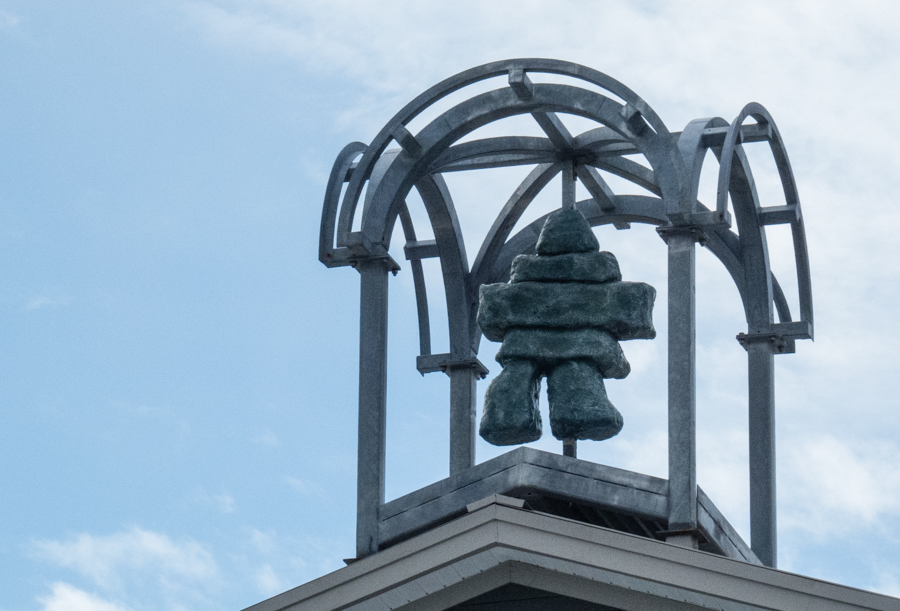
Inuksuk au sommet du bâtiment

La façade du bâtiment de l'Assemblée est un demi-dôme inspiré d'un igloo. Sa structure arrière rend hommage au complexe de mission morave de Hopedale, situé à proximité. D'autres éléments de la culture inuit du Labrador qui ont été incorporés dans la conception comprennent les sols carrelés de labradorite et les membres de l'Assemblée prenant place à une table en forme d'ulu. Le toit est surmonté d'un inuksuk à l'intérieur du clocher,. L'édifice est conçu par Fougere Menchenton Architecture de Saint-Jean de Terre-Neuve.